# Lizán
Edgardo Lizasoain, más conocido como "Lizán" (1958, Trinidad), es un dibujante uruguayo radicado en Buenos Aires (Argentina).

## Biografía
Se inició como dibujante en 1977 en la montevideana revista Noticias, para colaborar más tarde en el diario La Mañana y posteriormente en las revistas El Dedo, El huevo, El Carlanco y Guambia.
Se radicó en Buenos Aires en 1983 alentado por la publicación de un trabajo suyo en la revista Hum®. Desde esa época publicó ininterrumpidamente en Sex Hum®, Fierro, Humi, Superhum® y Sex Humor Ilustrado. Publicó también en Satiricón de la segunda época, Eroticón, Crisis, Sátira 12, Magazine Ilustrado, Testimonios, Intimidades, Adultos, Juegos, Cruzadas, El ojo sagaz, Medios & Comunicación, Humor & Juegos, Broadcasting, las uruguayas Punto y aparte, ¡Berp!, Jaque, Brecha, la española Cacumen, la chilena Ácido y diversas revistas de entretenimientos. En el desaparecido diario El Sur publicó La yapa, una tira cotidiana.
Sus trabajos aparecen (entre otras revistas argentinas) en Viva, la revista dominical del diario Clarín, en la sección de pasatiempos La Plaza de Papel, revista Nuestra (del grupo Clarín), revista Tres (de Uruguay), diario La Nación (de Costa Rica), diarios Hoy y La Prensa (República Dominicana) y en Súper Libro de Mente y Súper Libro Quijote (Argentina).

## Libros publicados
- Santo varón (Ediciones de La Flor, 1986) - Historietas. Guion: Mario Levrero
- Los profesionales (Editorial Puntosur, 1987) - Historietas. Guion: Mario Levrero
- Contratiempos y algunas dificultades (Editorial Arca, 1994) - Recopilación de chistes
- Sopas ilustradas (Ediciones de Mente, 1996) - Ilustraciones
- Las 8 diferencias (Ediciones de Mente, 1996) - Humor y pasatiempos
- Ciencias Naturales y Tecnología 3.er. a-o E.G.B (Editorial Estrada, 1997) - Ilustraciones
- Dos iguales (Ediciones de Mente, 1997) - Humor y pasatiempos
- Control de calidad (Ediciones de Mente, 1998) - Humor y pasatiempos
- Historias de la comida (Editorial Altea, 1998) - Entretenimientos. Guion: Ana Arias